# Hyplathrinus planicollis
Hyplathrinus planicollis là một loài bọ cánh cứng trong họ Corylophidae. Loài này được Reitter miêu tả khoa học đầu tiên năm 1877.